# Kyrktjärnen (Jokkmokks socken, Lappland)
Kyrktjärnen är en sjö i Jokkmokks kommun i Lappland och ingår i Luleälvens huvudavrinningsområde.